# Calanthe striata
Calanthe striata är en orkidéart som beskrevs av Robert Brown och John Lindley. Calanthe striata ingår i släktet Calanthe och familjen orkidéer. Inga underarter finns listade i Catalogue of Life.

## Bildgalleri

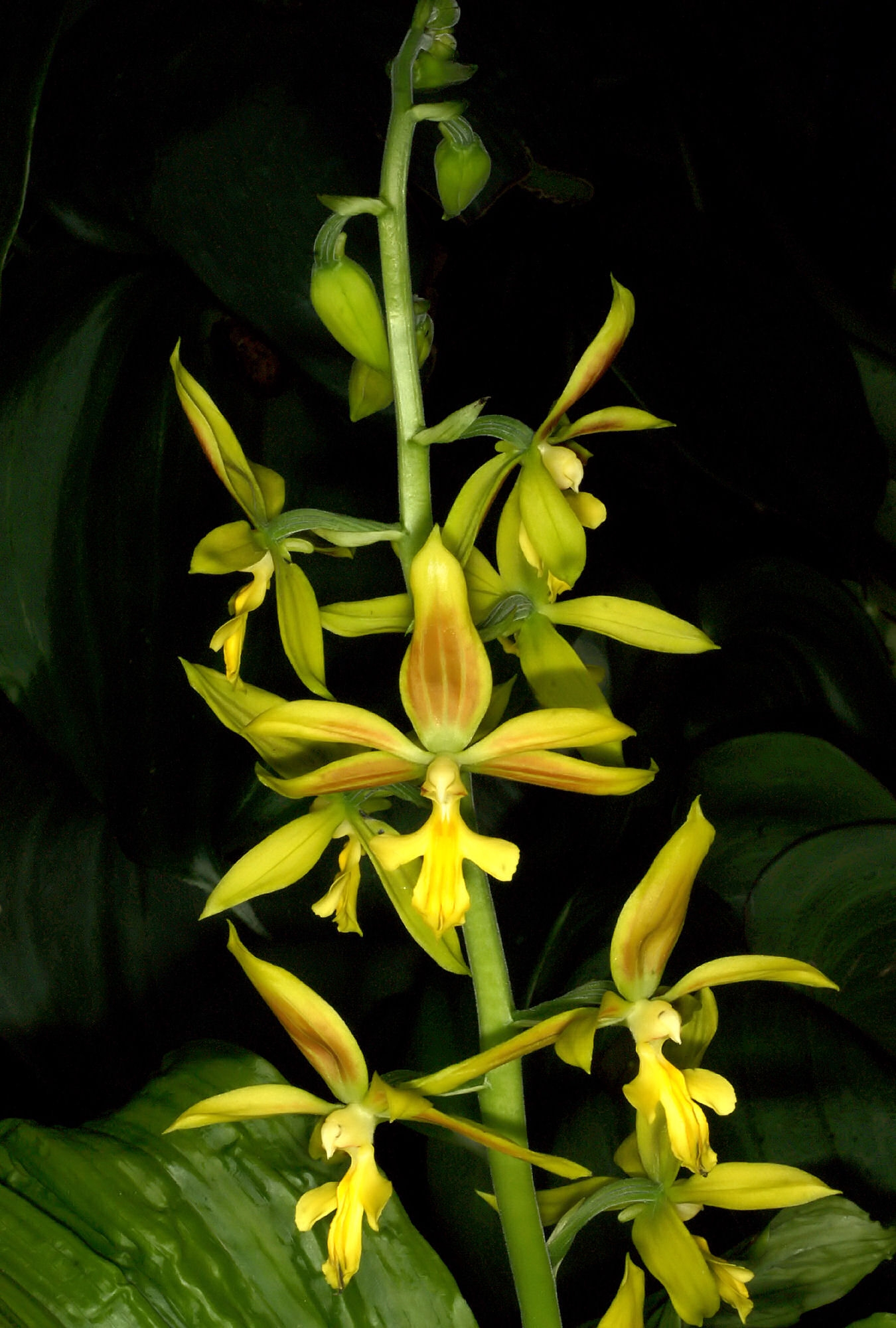
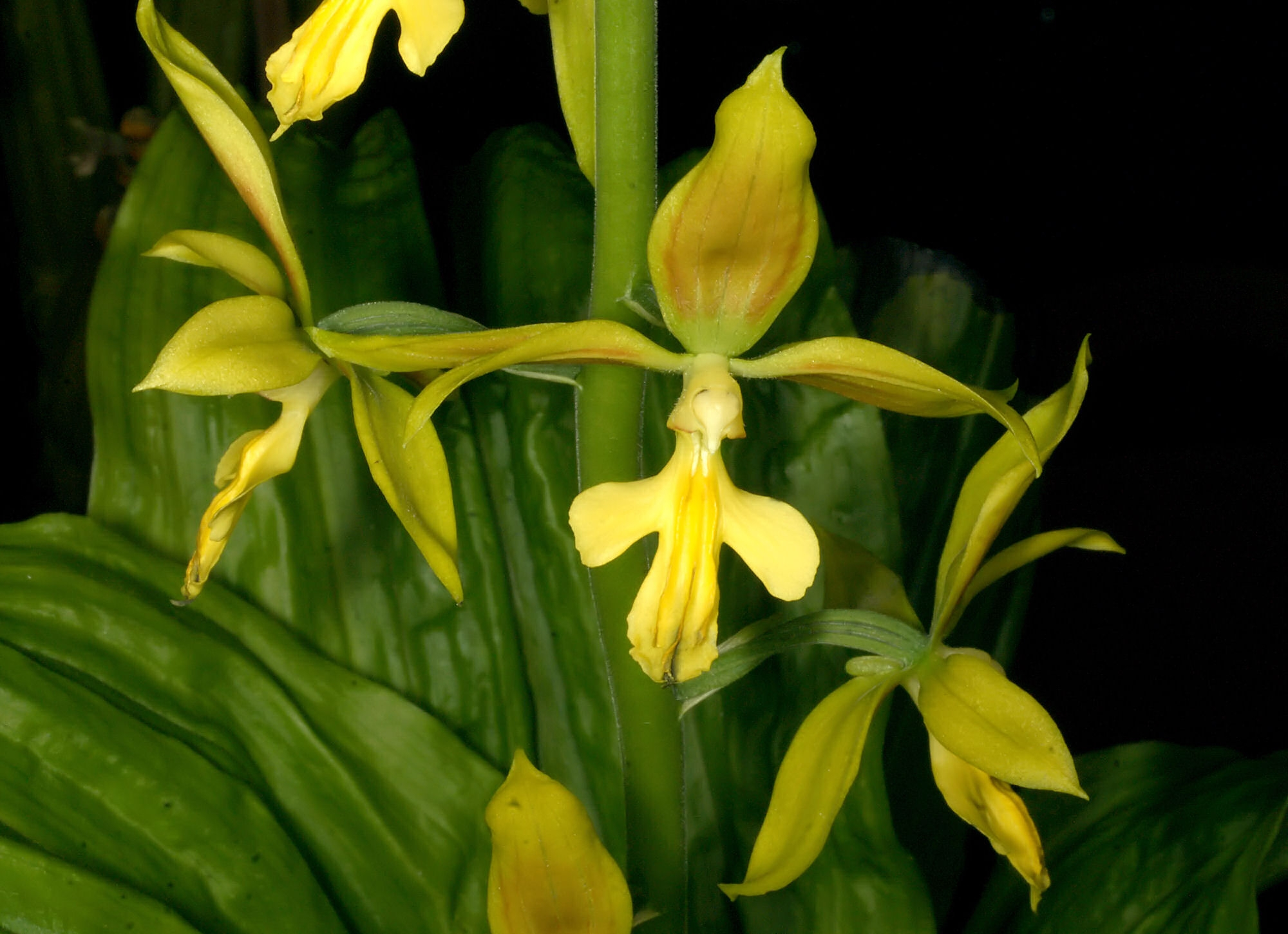
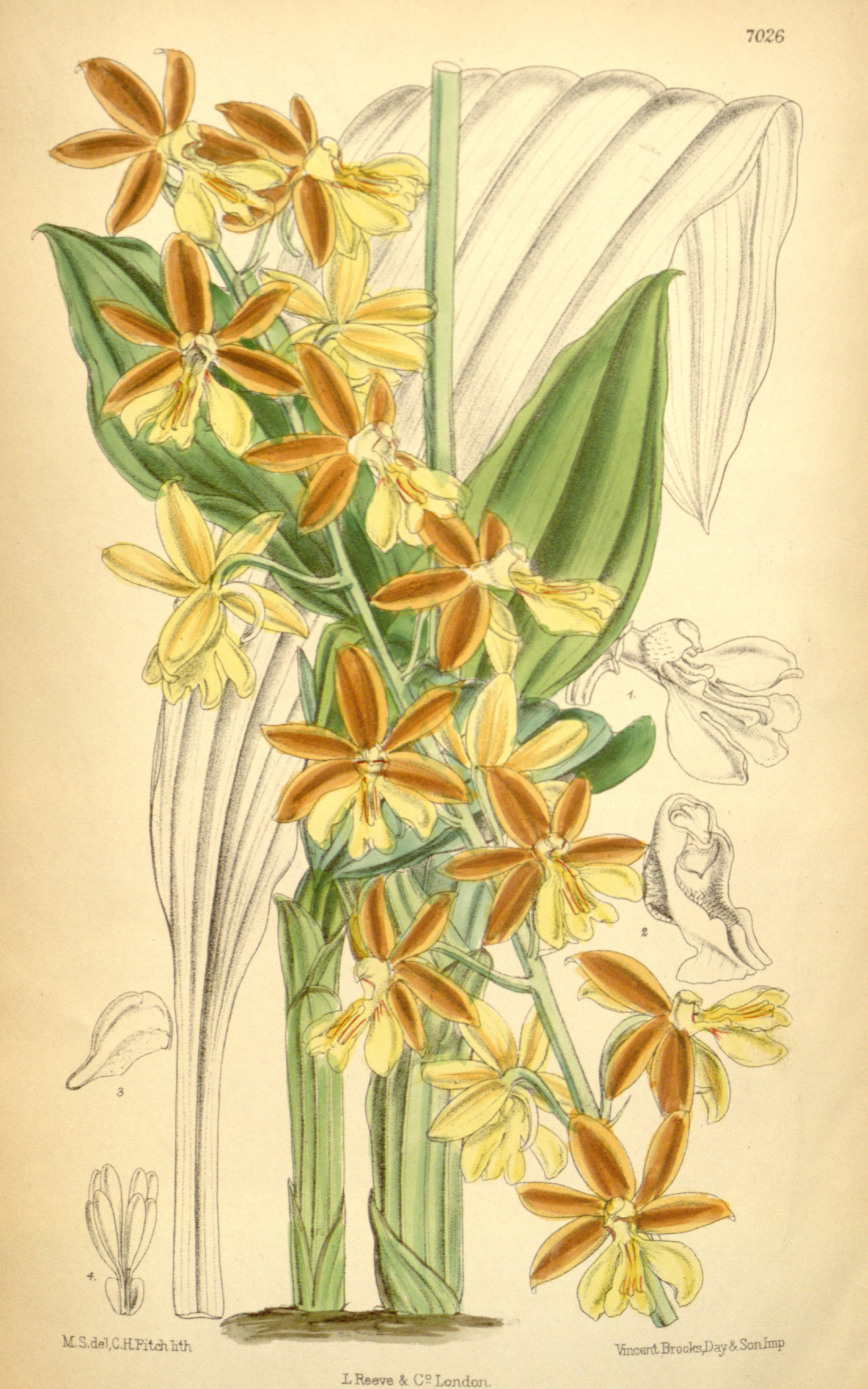